# Nell (banda)
Nell (Han-geul: 넬) es una banda de rock de Corea del Sur, su nombre hace referencia a la película galardonada con un Óscar, Nell. Formada en 2001, la banda se compone de Kim Jong-wan como voz, guitarra y teclado, Lee Jae-kyung como guitarra, Lee Jung-hoon como bajo y Jung Jae-won en la batería.
Durante sus actuaciones en vivo en los clubes de Hong-dae llamó la atención de Seo Tai-ji, y pronto se convirtió en la primera banda de la discográfica "Goesoo Indigene" en 2002. En 2006, la banda decidió terminar su contrato con Goesoo Indigene y firmaron con Woollim Entertainment.
La banda está muy influenciada por bandas británicas como Radiohead, Placebo, Travis y Muse. También han realizado varias versiones de Muse, Coldplay, Sting y Bob Dylan.
Nell ha participado en "Pentaport Rock Festival" 2006 y 2007 de Corea del Sur, donde Placebo y Muse también tocan cada año.
La banda es conocida por su sonido oscuro y psicodélico, y ha ganado su fama con temas como "Stay" de Let It Rain, “Thank You” de Walk Through Me, "Good Night" de Healing Process y “기억을 걷는 시간” from Separation Anxiety. Su álbum de 2006 '"Healing Process" fue elegido como uno de los cinco mejores álbumes del año entre los críticos, de Corea del Sur. Su álbum "Separation Anxiety" en 2008 fue un éxito en Corea del Sur.

## Miembros
- Kim Jong-wan (김종완) – Voz, Guitarra, teclado líder
- Lee Jae-kyung (이재경) –  guitarra
- Lee Jung-hoon (이정훈) – Bajo
- Jung Jae-won (정재원) – Batería

## Estilo Musical
Todas las canciones son compuestas y escritas por Kim Jong-wan. Se ha observado que sus últimos álbumes (después de Healing Process) tienen un estilo diferente a sus dos primeros álbumes menores (Reflection of, Speechless). Sus canciones suelen mostrar tristeza, pero cada disco tiene un color diferente, mientras que la mayoría de las canciones de Walk Through Me parecen tener un clímax emocional, sus últimos discos son relativamente más tranquilos y poéticos.

## Discografía

### Álbumes de estudio
- Reflection of - (2001)
- Speechless - (2001)
- Let It Rain - (2003)
- Walk Through Me - (2004)
- Healing Process - (2006)
- Separation Anxiety - (2008)
- The Trace (EP)  - (2008)
- Slip Away (LP) - (2012)
- Holding Onto Gravity - (2012)
- Escaping Gravity - (2013)
- Newton's Apple - (2014)
- C - (2016)

### Recopilatorios
- Let's Take A Walk - (2007) Álbum Acústico

- I Hope To Be Happy - (2018) Álbum Acústico